# Schlacht bei Queenston Heights
Kriegsschauplatz St. Lawrence/Lake Champlain 

1. Sacket’s Harbor – 1. Lacolle Mills – Ontariosee – Ogdensburg – New York – 2. Sacket’s Harbor – Châteauguay – Chrysler’s Farm – 2. Lacolle Mills – Fort Oswego – Big Sandy Creek – Plattsburgh
Niagara-Kriegsschauplatz

Queenston Heights – Frenchman’s Creek – George – Stoney Creek – Beaver Dams – Black Rock – Fort Niagara – Buffalo – 1. Fort Erie – Chippewa – Lundy’s Lane – 2. Fort Erie – Cook’s Mill
Detroit-Kriegsschauplatz

Tippecanoe – Fort Mackinac – Dearborn – Detroit – Fort Harrison – Fort Wayne – Wild Cat Creek – Mississinewa – Frenchtown – Fort Meigs – Fort Stephenson – Eriesee – Thames River – Longwoods – Prarie du Chien – Rock Island Rapids – Mackinac Island – Malcom’s Mills
Chesapeake-Kriegsschauplatz

Craney Island – St. Michaels – Chesapeake – Bladensburg – Washington – Caulk’s Field – North Point – Baltimore
Südlicher Kriegsschauplatz

Creek – 1. Fort Bowyer – Fayal – Pensacola – Borgnesee – New Orleans – Fort St. Philip – Fort Peter – 2. Fort Bowyer
Die Schlacht von Queenston Heights vom 13. Oktober 1812 fand zwischen US-amerikanischen und den Verbündeten der britisch-indianischen Truppen während des Kriegs von 1812 am Niagara River nahe der Stadt Queenston (Ontario) in Kanada statt. Sie endete mit einem britischen Sieg.

## Vorgeschichte
Nachdem die Amerikaner im Sommer 1812 bei ihrem Einfall nach Kanada von Detroit aus und der darauf folgenden Kapitulation einer Armee unter Brigadegeneral William Hull eines der peinlichsten militärischen Debakel ihrer Geschichte erlebt hatten, war der Druck auf die Verantwortlichen groß, diese Schmach durch einen Sieg vergessen zu machen. Ein Waffenstillstand zwischen dem britischen Generalgouverneur Sir George Prevost und dem amerikanischen General Henry Dearborn ermöglichte es den Amerikanern, sich vom Schock der Niederlage zu erholen und ihre sog. Army of the Center am Niagara River zusammenzuziehen. Der US-Kommandeur Generalmajor Stephen Van Rensselaer war nicht davon überzeugt, dass seine Truppen – vielfach schlecht ausgebildete Milizen – einen erfolgreichen Angriff ausführen könnten, stand aber unter erheblichem Druck von Präsident James Madison. Erschwert wurde Van Rensselaers Lage dadurch, dass er Milizoffizier und Politiker war und ihm deshalb von den Berufsoffizieren der regulären Armee nur wenig Respekt entgegengebracht wurde. Seine Befehle wurden aus diesem Grund teilweise missachtet. Hinzu kam ein Mangel an Ausrüstung aller Art, für den der General Machenschaften politischer Gegner verantwortlich machte. Darüber hinaus war die Moral der Soldaten schlecht, da sie monatelang nicht bezahlt worden waren und unter dem Mangel an Lebensmitteln, Kleidern und anderem litten. Es trug auch nicht zur Besserung ihrer Stimmung bei, dass die Briten an ihrem Ufer demonstrativ amerikanische Kriegsgefangene entlangmarschieren ließen. Trotz seiner Zweifel beugte sich Van Rensselaer schließlich dem Druck der Regierung und entschloss sich zum Überschreiten des Niagara.
Das Kommando auf britischer Seite führte Generalmajor Sir Isaac Brock, der Sieger von Detroit, in seinem Hauptquartier Fort George an der Mündung des Niagara River in den Ontariosee. Da Brock nicht wusste, wo der amerikanische Angriff erfolgen würde, teilte er die ihm zur Verfügung stehenden 1.600 regulären Soldaten und 300 Milizionäre auf Fort George und Fort Erie auf und ließ das Flussufer nur dünn besetzen. Im letzten Moment wurden die Briten jedoch gewarnt, da ein britischer Offizier, der Van Rensselaer am 12. Oktober zu Verhandlungen über einen Gefangenenaustausch aufsuchte, Boote und andere Vorbereitungen beobachtete und die richtigen Schlussfolgerungen zog. Brock konnte deshalb vor Beginn des Angriffs die Milizen alarmieren und seine Truppen in Fort George in Alarmbereitschaft versetzen.

## Verlauf der Schlacht
Die Amerikaner starteten ihren Angriff von Lewiston aus auf die von britischen Truppen gehaltenen Höhen von Queenston (Queenston Heights) am frühen Morgen des 13. Oktober. Um 3:00 Uhr begann die Überquerung des Niagara River. Bei Buffalo sollte ein Ablenkungsangriff stattfinden, doch setzte sich General Alexander Smyth trotz direkter Befehle van Rensselaers nicht in Bewegung. Darüber hinaus stellte sich heraus, dass trotz entsprechender Befehle des Kommandeurs zu wenig Boote beschafft worden waren, um die Invasionsarmee überzusetzen, und die vorhandenen zu klein für die Artillerie waren. Am Anfang des Gefechts standen lediglich 300 britische Soldaten gegen mehr als 4.000 Amerikaner. Weitere 1.000 Mann unter General Roger Hale Sheaffe kamen ihnen von Fort George aus zur Hilfe, waren jedoch noch nicht angekommen, als die erste amerikanische Angriffswelle landete. Brock selbst ritt voraus und übernahm das Kommando über die Verteidiger.
Die erste Welle der Amerikaner bestand aus 13 Booten mit 300 regulären Soldaten unter Oberst John Chrystie und derselben Anzahl von Milizionären unter Oberst Solomon van Rensselaer, einem Cousin des Generals. Nur zehn Boote erreichten das Ufer. Auch Chrysties Boot wurde beschädigt und flussabwärts getrieben. Noch schlechter erging es der zweiten Welle. Zahlreiche Soldaten wurden bereits auf dem Fluss durch britisches Artillerie- und Musketenfeuer getötet oder verwundet. Drei Boote trieben durch starke Strömungen flussabwärts, wo ihre Besatzungen den Briten in die Hände fielen. Eine Reihe von Offizieren, darunter Solomon van Rensselaer, wurden durch Musketenfeuer verwundet. Trotzdem gelang es den Amerikanern, unterhalb der Höhen zu landen und die britischen Verteidiger auf Queenston zurückzudrängen. Daraufhin konzentrierte Brock den größten Teil seiner Truppen dort und ließ nur eine Handvoll Infanteristen zur Deckung der schweren Geschütze auf den Höhen zurück. Der US-Hauptmann John Wool hatte aber von einem Einheimischen von einem Fischerpfad erfahren, der auf den ansonsten unzugänglichen Höhenzug führte. Über diesen Weg führte er nun einen überraschenden Angriff auf die dort postierte britische Artillerie, die unter den Amerikanern schwere Verluste anrichtete. Die völlig überraschten Kanoniere mussten ihre Geschütze aufgeben und zogen sich nach Queenston zurück, vernagelten sie aber vorher noch, so dass die Amerikaner sie nicht einsetzen konnten.

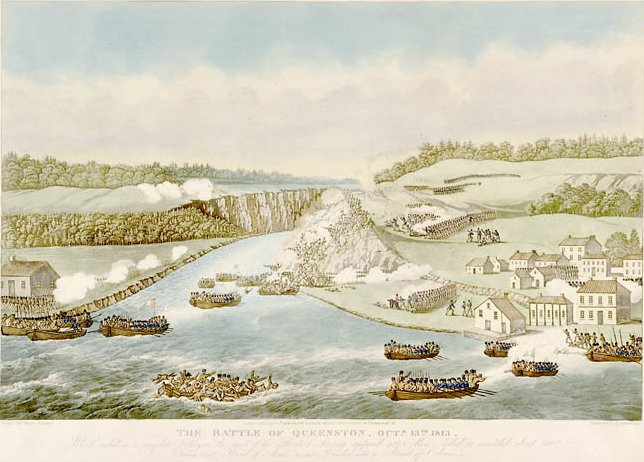
Schlacht von Queenston Heights, 13. Oktober 1812. Gemälde von James B. Dennis

Da die Höhen von zentraler strategischer Bedeutung waren und die Geschütze benötigt wurden, um den Transport der US-Truppen über den Fluss zu behindern, beschloss Brock einen sofortigen Gegenangriff, ohne auf die anmarschierenden Verstärkungen zu warten. Bei einem ersten Angriff gelang es den Briten, Wools Stellung zum Schwanken zu bringen, doch ein amerikanischer Gegenangriff trieb die zahlenmäßig stark unterlegenen Angreifer wieder zurück. Brock, der bei diesem Angriff an der Hand verwundet worden war, wurde etwa um 13 Uhr in die Brust geschossen, als er seine Soldaten für einen zweiten Angriff ordnete, und starb sofort. Brocks Adjutant, Oberstleutnant John Macdonnell, führte die um eine Truppe Freiwilliger unter Hauptmann John Williams verstärkten Briten zu einem zweiten Angriff, der angesichts der großen amerikanischen Übermacht ebenfalls scheiterte. Macdonnell selbst wurde tödlich, Williams schwer verwundet. Den Amerikanern gelang es nun auch, Queenston zu besetzen und den größten Teil der britischen Artillerie zum Schweigen zu bringen.
Die Situation für die Briten war nun gefährlich und wäre noch schlechter gewesen, wenn die Amerikaner mehr Truppen über den Niagara River gebracht hätten. So befanden sich nur etwas mehr als 1.000 Mann unter dem Kommando von Oberst Winfield Scott auf der kanadischen Seite, und die US-Milizen weigerten sich, die wenigen noch vorhandenen Boote zu besteigen. Hinzu kam, dass General Smyth nicht nur seinen Ablenkungsangriff nicht ausgeführt hatte, sondern sich auch noch weigerte, Verstärkungen zu schicken. Die Amerikaner hatten sich zwar erfolgreich am anderen Ufer festgesetzt, doch waren britische Verstärkungen unter General Sheaffe im Anmarsch. Hinzu kam, dass die von den Amerikanern gefürchteten indianischen Hilfstruppen der Briten in den Kampf eingriffen – Mohawks unter dem in Großbritannien aufgewachsenen Häuptling John Norton attackierten die US-Truppen auf den Höhen in den Flanken. Die Kampfschreie der Indianer ließen die Kampfmoral der unerfahrenen Soldaten weiter sinken, ihre Taktik, anzugreifen und sich schnell wieder zurückzuziehen, stellte die Amerikaner vor große Probleme. Daraufhin räumten sie Queenston wieder und verstärkten ihre Position auf den Höhen, die nun von der neu eingetroffenen britischen Artillerie unter Feuer genommen wurden. Ein Teil der amerikanischen Soldaten versteckte sich im Wald und griff nicht in den Kampf ein. General van Rensselaer, der wusste, dass sich die britischen Reserven näherten, versuchte vergeblich, seine Milizen zum Überschreiten des Flusses zu bewegen, um die Schlacht so möglicherweise doch noch zu gewinnen. Die Milizionäre beriefen sich dabei auf das Recht, nicht außerhalb der Grenzen der USA eingesetzt zu werden. Es gelang den Amerikanern nicht einmal, die Bootsbesatzungen zum Einsatz für die Evakuierung der auf dem anderen Ufer stehenden US-Truppen zu bringen. Damit war deren Schicksal besiegelt.
Sheaffe plante seinen Anmarsch methodisch und führte seine Truppen durch ein Waldstück, um sie so vor der schweren US-Artillerie auf der anderen Flussseite zu schützen. Dann formierte er sie sorgfältig zum Kampf und griff den amerikanischen Brückenkopf um 16:00 Uhr mit etwa 1.000 Soldaten an. Die Briten gingen mit dem Ruf “avenge the General” (deutsch: „rächt den General“) in den Kampf. Ihre demoralisierten Gegner ergriffen die Flucht. Eine größere Anzahl Amerikaner sprang aus Angst vor den Indianern in den Fluss, wobei viele beim Aufprall auf Felsen getötet wurden oder ertranken. Etwa 300 reguläre Soldaten unter Oberst Scott versuchten einen Rückzug in geordneter Formation, die jedoch bald auseinanderbrach, als die Soldaten zum Flussufer flüchteten. Hier wurden sie schließlich von Briten und Indianern gestellt und kapitulierten nach einem kurzen Scharmützel. Nach der Aufgabe von Scotts Soldaten ergaben sich noch weitere 500 Milizionäre, die sich im Umfeld der Höhen versteckt hatten.

## Folgen
Von General van Rensselaers 6.000 Mann wurden etwa 400 getötet oder verwundet, über 900 gerieten in britische Gefangenschaft, darunter Brigadegeneral William Wadsworth, Oberst Winfield Scott, vier weitere Oberstleutnants und 67 Offiziere. Aufgrund der mangelnden Führungskraft ihrer Kommandeure und der Disziplinlosigkeit von Teilen der Mannschaften erlitten die Amerikaner eine demütigende Niederlage. General van Rensselaer trat nach der Schlacht zurück. Die Briten hatten lediglich 14 Tote und 77 Verwundete (darunter James Secord, Ehemann der kanadischen Nationalheldin Laura Secord) zu beklagen. Ein nicht in Zahlen zu fassender Verlust war allerdings der Tod von Generalmajor Brock, dem mit Abstand fähigsten Kommandeur auf britischer Seite. Es ist wohl vor allem diesem frühen Tod und der Inkompetenz einiger seiner Nachfolger (Henry Procter, Sir George Prevost) zuzuschreiben, dass der Krieg an der kanadischen Front kein komplettes Debakel für die Amerikaner wurde.
Teilweise wird der Schlacht von Queenston Heights kriegsentscheidende Wirkung zugeschrieben, obwohl der Krieg noch weitere zwei Jahre dauerte. Diese Einordnung ist nicht ohne Berechtigung. Die Schlacht überzeugte die britischen Verantwortlichen, dass Kanada trotz der amerikanischen Übermacht erfolgreich verteidigt werden könnte, und gab den britisch-kanadischen Truppen ein Selbstbewusstsein, das weitere, teils spektakuläre Erfolge gegen drückend überlegene US-Truppen ermöglichte. Der Tod General Brocks machte aus diesem einen Helden und Märtyrer, dessen Andenken Frankokanadier und Anglokanadier vereinte und motivierte. Auf die amerikanischen Soldaten hatten die Debakel des Jahres 1812, die in dieser Schlacht gipfelten, eine demoralisierende Wirkung. Der daraus resultierende Verlust von Selbstvertrauen führte zu einer zögerlichen, ängstlichen Kriegsführung, die immer wieder dazu führte, dass günstige Situationen nicht genutzt wurden und kleine Rückschläge unverhältnismäßige Folgen hatten. Dies führte dazu, dass die US Army trotz drückender Überlegenheit ihr Ziel einer Eroberung Kanadas nicht erreichen konnte und eine partielle Qualitätsverbesserung erst 1814 erreichte, als Verstärkungen aus Europa dieses Ziel unerreichbar machten.

## Nationale Würdigung
Am 19. Juni 1968 wurde der Ort der Schlacht von Queenston Heights durch die kanadische Regierung zu einer „nationalen historischen Stätte“ in der Region Niagara erklärt. Die Würdigung erfolgte auf Vorschlag des Historic Sites and Monuments Board of Canada.